# Paweł Pytel
Paweł Pytel (ur. 6 lutego 1927 w Dylakach) – polski ślusarz, poseł na Sejm PRL III i IV kadencji.

## Życiorys
Uzyskał wykształcenie podstawowe, z zawodu ślusarz. Od 1946 pracował w Hucie „Małapanew” w Ozimku. Pełnił funkcję zastępcy przewodniczącego Rady Zakładowej oraz był członkiem Wojewódzkiej Komisji Związków Zawodowych i Zarządu Głównego Związku Zawodowego Hutników. W został 1958 wybrany na radnego Wojewódzkiej Rady Narodowej. W 1961 i 1965 uzyskiwał mandat posła na Sejm PRL w okręgu Opole, przez dwie kadencje zasiadał w Komisji Komunikacji i Łączności.
Wyróżniony dwukrotnie Odznaką Przodownika Pracy, otrzymał również Brązowy Krzyż Zasługi. 